# Corona (óptica)

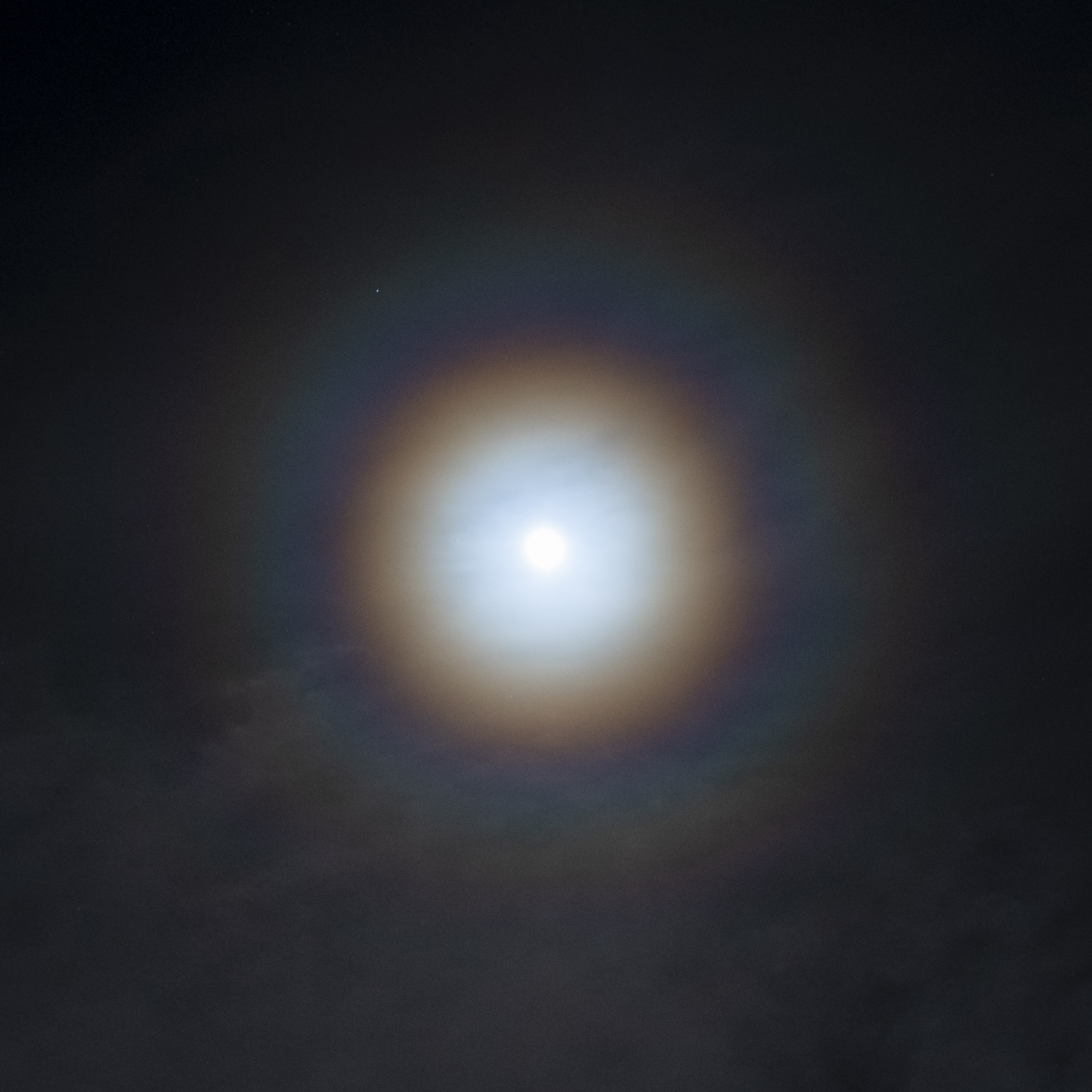
Corona lunar

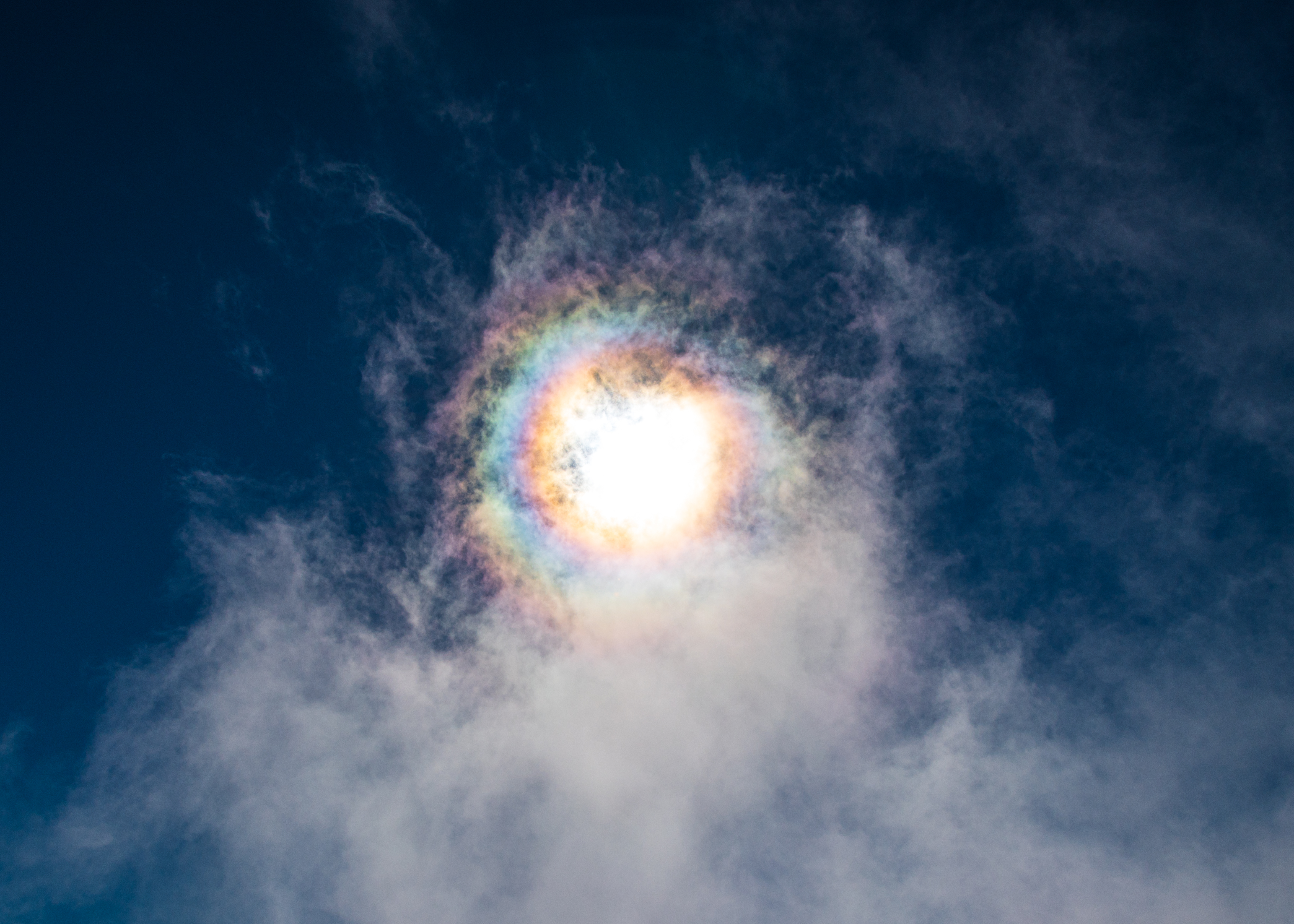
Una corona solar observada desde Beinn Mhòr, Escocia

En óptica atmosférica, una corona es un fenómeno producido por la difracción de la luz solar o de la luna (u, ocasionalmente, el brillo de la luz de las estrellas o de los planetas) por pequeñas gotas de agua y, a veces, diminutos cristales de hielo de una nube o sobre una superficie de vidrio empañada. En su forma completa, una corona consta de varios anillos concéntricos de tonos pastel alrededor del objeto celeste y un área central brillante denominada aureola. La aureola  (especialmente en el caso de la Luna) suele ser la única parte visible de la corona, y tiene la apariencia de un disco de color blanco azulado que se va desvaneciendo a un marrón rojizo hacia el borde. El diámetro angular de una corona depende del tamaño de las gotas de agua involucradas: mientras más pequeñas las gotas, más grandes las coronas que producen. Por esta razón, la corona es más pronunciada cuando el tamaño de las gotas es más uniforme. Las coronas se diferencian de los halos en que estos últimos se forman por refracción, en lugar de difracción, de cristales de hielo que son comparativamente más grandes. El patrón de difracción se llama disco de Airy.

## Coronas de polen
El polen en suspensión también puede provocar la difracción de la luz solar que produce las coronas. Debido a que los granos de polen no siempre son esféricos, las coronas de polen resultantes suelen tener una característica forma elíptica y puntos más brillantes. Se pueden ver durante la temporada de floración, donde hay una fuente importante de polen, como en los bosques. Se ven más fácilmente durante el atardecer o el amanecer, ya que hay menos resplandor solar y el recorrido de la luz a través de una atmósfera cargada de polen es más largo.